# Kalojanowo (Oblast Plowdiw)
Kalojanowo (bulgarisch Калояново) ist ein Dorf und Verwaltungszentrum einer gleichnamigen Gemeinde in der Oblast Plowdiw in Zentralbulgarien.

## Geografie

### Lage
Kalojanowo liegt im mittleren Bereich der Oblast Plowdiw, nördlich der Stadt Plowdiw. Durch die Gemeinde fließt die Strjama, ein 110,1 km langer Fluss, der durch das westliche Rosental verläuft und 15 km östlich von Plowdiw in die Mariza mündet.

## Gemeindegliederung
In der Gemeinde Kalojanowo (bulg. Община Калояново) sind außer dem Dorf Kalojanowo noch folgende Orte eingegliedert:
| - Begowo - Tschhernosemen - Dalgo Pole - Dolna Machala - Duwanlii - Glawatar - Gorna Machala | - Iwan Wazowo - Otez Paisiewo - Pesnopoj - Raschewo - Raschwo Konare - Suchozem - Schitniza |

### Nachbargemeinden
Nachbargemeinden sind – von Norden aus im Uhrzeigersinn – Karlowo, Bresowo, Rakowski, Mariza, Saedinenie und Chissarja.

## Söhne und Töchter
- Rumen Iwanow Stanew (* 1973), römisch-katholischer Geistlicher, Weihbischof in Sofia und Plowdiw